# Јурклоштер
Јурклоштер (словен. Jurklošter) је насељено место у општини Лашко, Савињска регија, Словенија.

## Историја
До територијалне реорганизације у Словенији био је у саставу старе општине Лашко.

## Становништво
У попису становништва из 2011. године, Јурклоштер је имао 86 становника.
| Број становника према пописима | Број становника према пописима | Број становника према пописима |
| ------------------------------ | ------------------------------ | ------------------------------ |
| 1991                           | 2002                           | 2011                           |
| 96                             | 71                             | 86                             |

Напомена: До 1972. исказивано под именом Мишји Дол. Године 1994. увећан за део насеља Блатни Врх.